# Икер, Айра
Айра Кларенс Икер (англ. Ira Clarence Eaker; 13 апреля 1896 — 6 августа 1987) — генерал ВВС США времён Второй мировой войны. Начинал карьеру заместителем командующего 8-й воздушной армией расквартированной в Англии. 1 декабря 1942 года был назначен командующим 8-й воздушной армией.
В качестве командующего 8-й воздушной армией внёс большой вклад в организацию стратегических бомбардировок. Силы бомбардировочной авиации США, размещённые в Англии, в конечном итоге насчитывали сорок групп по 60 тяжёлых бомбардировщиков в каждой, при поддержке группировки истребителей из 1500 самолётов.

## Дневные бомбардировки Германии
Икер был сторонником дневных бомбардировок военных и промышленных целей, что теоретически давало возможность подорвать оборону Германии без потерь среди гражданского населения. Британцы же считали дневные бомбардировки слишком рискованными и хотели, чтобы американцы присоединились к ним в ночных рейдах, нацеленных на города. На встрече союзников в Касабланке Икеру удалось убедить скептически настроенного  Черчилля в том, что американский и британский подходы дополняют друг друга. Икер лично участвовал в первом налете B-17 Flying Fortress на объекты немецких оккупационных сил во Франции (налет на  Руан 17 августа 1942 года).

## Перевод в Средиземноморье
В сентябре 1943 года получил звание генерал-майора. Однако по мере того, как потери американских бомбардировщиков увеличивались из-за атак немецких перехватчиков во время налетов за пределы радиуса прикрытия истребителями, Икер утратил доверие командующего ВВС США Генри Арнольда. В результате был отстранен от командования 8-й ВА и переведен на должность командующего военно-воздушными силами союзников на Средиземноморском театре военных действий.
Лично принимал участие в налетах на объекты южной Германии с промежуточной посадкой в Полтаве (Операция Frantic).

## После войны
К концу Второй мировой войны был назначен заместителем командующего ВВС Армии США. После выхода в отставку работал в аэрокосмической промышленности.

## В искусстве
Стал прототипом генерал-майора Пэта Причарда в фильме «Вертикальный взлёт» (1949 год).